# Hylurgopinus
Genre
Hylurgopinus est un genre d'insectes coléoptères et de la famille des Curculionidae.

## Liste d'espèces
Selon BioLib (6 avril 2019) :
- Hylurgopinus rufipes (Eichhoff, 1868)

## Publication originale
- James Malcom Swaine, Swaine, James Malcolm, 1879-, Canadian bark-beetles (publication), Inconnu, Ottawa, 1918, [lire en ligne].